# Gaspoltshofen
Gaspoltshofen è un comune austriaco di 3 561 abitanti nel distretto di Grieskirchen, in Alta Austria; ha lo status di comune mercato (Marktgemeinde).